# Philaccolus ondoi
Philaccolus ondoi är en skalbaggsart som beskrevs av Bilardo och Rocchi 1990. Philaccolus ondoi ingår i släktet Philaccolus och familjen dykare. Inga underarter finns listade i Catalogue of Life.